# RWS Noord-Holland
RWS Noord-Holland was tot april 2013 de regionale dienst van de Rijkswaterstaat, die werkte in de provincie Noord-Holland. Sedertdien is de naam gewijzigd in RWS West-Nederland Noord.

## RWS West-Nederland Noord
RWS West-Nederland Noord is sedert april 2013 de regionale dienst van de Rijkswaterstaat in Noord-Holland. Het beheersgebied omvat het landelijk hoofdwegennet en het water- en scheepvaartbeheer op het hoofdvaarwegennet in de provincie Noord-Holland. Hieronder valt het gehele Noordzeekanaal. De dienst voert het beleid van Rijkswaterstaat uit in de eigen regio en is aanspreekpunt voor regionale overheden voor alle Rijkswaterstaatsaangelegenheden

## Geschiedenis van de organisatie
In de geschiedenis zijn er fusies en splitsingen van Rijkswaterstaatsdiensten geweest, waarbij de dienst in Noord-Holland is samengegaan met RWS Utrecht.
Vanaf 1803 heetten die diensten districten, vanaf 1903 werd gesproken van "directie". Sinds 1 oktober 2004 is het een dienst, die samengesteld is uit een aantal directies.
De verschillende namen voor de regionale waterstaatsdienst in Noord-Holland sedert de oprichting waren:
| Sinds:          | Naam van de organisatie                     | Gebied                               |
| --------------- | ------------------------------------------- | ------------------------------------ |
| 1 november 1803 | 2e district: Noorderkwartier van Holland    | alleen voor de zeehavens en zeegaten |
| 1 mei 1808      | 1e district: Noord-Holland tot Naarden      |                                      |
| 1 april 1811    | Zuiderzeedepartement                        |                                      |
| 6 mei 1814      | 1e (provisionele) district                  | Noord-Holland en Utrecht             |
| 1 januari 1817  | 1e district: Noord-Holland en Utrecht       | Noord-Holland en Utrecht             |
| 1 juli 1822     | district Noord-Holland                      | Noord-Holland                        |
| 1 april 1849    | 9e district: Noord-Holland                  |                                      |
| 1 april 1881    | 8e en 9e district: Noord-Holland en Utrecht | Noord-Holland en Utrecht             |
| 1 juli 1889     | 9e district: Noord-Holland                  | Noord-Holland                        |
| 1 juli 1903     | 9e directie: Noord-Holland                  |                                      |
| 1 mei 1918      | directie Noord-Holland                      |                                      |
| 1 oktober 2004  | RWS Noord-Holland                           |                                      |
| 1 april 2013    | RWS West-Nederland Noord                    |                                      |